# Сажка
Са́жка — село в Україні, в Комишнянській селищній громаді Миргородського району Полтавської області. Населення становить 10 осіб. До 2020 року орган місцевого самоврядування — Черевківська сільська рада.

## Географія
Село Сажка знаходиться на правому березі річки Хорол, вище за течією на відстані 2 км розташоване село Комишня, нижче за течією на відстані 0,5 км розташоване село Прокоповичі, на протилежному березі — село Черевки. До села примикає великий лісовий масив (дуб).
Біля села річка Стара Сага впадає у річку Хорол.